# Георг Вильгельм Ганноверский (1915—2006)
Георг Вильгельм Эрнст Август Фридрих Аксель, принц Ганноверский (нем. Georg Wilhelm Ernst August Friedrich Axel Prinz von Hannover; 25 марта 1915 — 8 января 2006) — второй сын Эрнста Августа III, герцога Брауншвейгского и его жены принцессы Виктории Луизы Прусской, единственной дочери Вильгельма II, германского императора и Августы Виктории Шлезвиг-Гольштейнской.

## Биография
Георг Вильгельм был крещен 10 мая 1915 года в Брауншвейге. Его крёстными были Мария Кристина Австрийская, королева Испании, Аксель, принц Датский, и принцесса Ольга Ганноверская.
В 1930—1934 годах Георг Вильгельм учился в интернат-школе возле Боденского озера. Принц был членом Международного олимпийского комитета (МОК).
Принц Георг Вильгельм проживал в Ганновере, также недалеко от Мюнхена и умер в Мюнхене в 2006 году. Его супруга София, сестра принца Филиппа Греческого и Датского, впоследствии герцога Эдинбургского, супруга королевы Елизаветы II, скончалась в 2001 году.

## Брак и дети
23 апреля 1946 года в Залеме, Баден-Вюртемберг, принц Георг Вильгельм женился на принцессе Софии Греческой и Датской, дочери принца Андрея Греческого и Датского и принцессы Алисы Баттенберг. У супругов было трое детей:
- Его Королевское Высочество принц Эрнст Вольф Ганноверский (25 января 1947 — 10 января 1981)
- Его Королевское Высочество принц Георг Ганноверский (род. 9 декабря 1949)
- Её Королевское Высочество принцесса Фредерика Ганноверская (род. 15 октября 1954)

## Титулы
- 25 марта 1915 — 8 января 2006: Его Королевское Высочество Принц Георг Вильгельм Ганноверский, Великобританский и Ирландский, герцог Брауншвейг-Люненбургский